# Reddo
Reddo es el quinto álbum de estudio de la banda española de rock y metal alternativo Sôber lanzado en 2004 por Muxxic. 

## Historia
Después de haber alcanzado el éxito al editar Paradysso (2002), con el que vendieron más de 100.000 copias y fueron reconocidos con un Disco de Oro y Disco de Platino editaron Reddo, que llegó a vender más de 50.000 copias.
Después de sacar a la venta Backstage 02/03, en el que incluían canciones del concierto en Salamanca en el 2003, el grupo grabó su 5º disco de estudio, Reddo, que significa «reflejo» en latín. De nuevo fue grabado y producido por ellos mismos en sus estudios Cube de Madrid para Universal Muxxic, aunque posteriormente fue mezclado en Los Ángeles con Scott Humphrey, que ha trabajado con artistas y grupos tan importantes como Bon Jovi o Metallica, entre muchos otros. Se pone a la venta en el mes de febrero de 2004. Las letras y la mayoría de los temas de este álbum fueron compuestos por su vocalista y bajista, Carlos Escobedo.
El álbum lanzó tres sencillos, todos en el 2004; La Nube, Cientos de Preguntas, que haría parte de la banda sonora de FIFA 2005 y  El Hombre de Hielo.

## Lista de canciones
| N.º   | Título                  | Duración |  |
| 1.    | «Una hora más»          | 3:56     |  |
| 2.    | «Cientos de preguntas»  | 3:43     |  |
| 3.    | «El hombre de hielo»    | 4:58     |  |
| 4.    | «La nube»               | 4:27     |  |
| 5.    | «Penitencia»            | 3:58     |  |
| 6.    | «Solo»                  | 3:59     |  |
| 7.    | «Lo perdí»              | 3:19     |  |
| 8.    | «Reflejo»               | 4:12     |  |
| 9.    | «La burbuja de cristal» | 4:46     |  |
| 10.   | «12 + 1»                | 4:19     |  |
| 11.   | «Blanco y negro»        | 4:16     |  |
| 43:12 |                         |          |  |

### Sencillos
| Año  | Canción                                                         |
| ---- | --------------------------------------------------------------- |
| 2004 | La Nube                                                         |
| 2004 | Cientos de Preguntas - Incluida en la banda sonora de FIFA 2005 |
| 2004 | El Hombre de Hielo                                              |

- Datos: Q6103277